# おりべネットワーク
おりべネットワーク株式会社は、岐阜県多治見市に本社を置く、ケーブルテレビ放送及びインターネットサービスプロバイダ、IP電話を事業展開するケーブルテレビ局である。東海デジタルネットワークセンター加盟局。
愛知県豊田市に本社を置くケーブルテレビ局ひまわりネットワークとインターネットサービス、電話で業務提携を結んでいる。1999年6月に開局。
「おりべ」は、当地生誕の武将で茶人の古田織部（重然）に由来する。
「おりべ光」のPRキャラクターに、『おーりー』という鳥のキャラクターが、当局のロゴマークとして使われている。

## 施設所在地
全て岐阜県。場所へのアクセス方法
- 本社
  - 多治見市音羽町4丁目71-1
- 土岐センター
  - 土岐市肥田浅野朝日町2丁目3-1

## 沿革
企業情報を参照。
- 1998年（平成10年）2月3日 - 会社設立。当時の本社所在地は岐阜県多治見市前畑町1丁目65-1。
- 1999年（平成11年）
  - 6月 - 開局（多治見地区にサービスエリアを順次拡大開始）。
  - 7月 - インターネット接続サービスを開始。
- 2000年（平成12年）7月 - 土岐郡笠原町（現・多治見市笠原町）にサービスエリアを拡大。
- 2002年（平成14年）1月 - 土岐市にサービスエリアを拡大。
- 2003年（平成15年）1月 - 瑞浪市にサービスエリアを拡大。
- 2004年（平成16年）11月1日 - インターネット「1Mbpsコース」サービス開始[5]。
- 2005年（平成17年）
  - 10月 - 電気通信事業者登録。
  - 12月 - 地上デジタル放送の再送信開始（中津川デジタル中継局の開局と同時）。
- 2008年（平成20年）7月 - インターネット160Mbpsサービス開始。
- 2009年（平成21年）
  - 3月 - 本社社屋を現在地に移転。
  - 4月 -「おりべチャンネル」を地上デジタル12ch（D121・ハイビジョン）で放送開始。
  - 5月 - ケーブルプラス電話の事業開始（多治見地区）。
  - 10月 - ケーブルプラス電話のサービスエリアを土岐・瑞浪地区に拡大。
- 2010年（平成22年）4月30日 - アナログ多チャンネル放送のサービス終了に先立ち、アナログオプションチャンネル（「WOWOW」、「スター・チャンネル」、「衛星劇場」、「グリーンチャンネル」の4チャンネル）のサービスを終了。
- 2011年（平成23年）
  - 2月28日 - アナログ多チャンネル放送のサービス終了。
  - 7月24日 - アナログ放送の終了に伴い、デジアナ変換による地上アナログ放送の再送信を開始（三重テレビの再送信は終了）。
  - 9月 - コミュニティチャンネル（地デジ12ch）にて、データ放送を開始。
- 2014年（平成26年）7月 - おりべ11ch　放送開始
- 2015年（平成27年）3月31日 - デジアナ変換による地上アナログ放送の再送信を終了。
- 2017年（平成29年）4月 - おりべ光サービスを開設。
- 2019年（令和元年）
  - 9月 - 土岐市曽木町全域への「おりべ光サービス」開始。
  - 10月 - テラスゲート土岐にて開局20周年記念・おりべサンクスフェスタを開催[6]。
- 2020年（令和2年）
  - 2月 - ソフトバンクのケーブルライン開始。
  - 12月 - NTTドコモの光ブロードバンドサービス「ドコモ光タイプC」開始。

## サービスエリア
- 岐阜県
  - 多治見市
  - 土岐市
  - 瑞浪市

## ケーブルWi-Fiスポット
当社のインターネットサービス加入者向けの公衆無線LANサービス。
Wi-Fiサービスエリア一覧（2023年4月現在）
- 多治見駅周辺
  - 多治見市音羽町2丁目
  - 多治見市本町2-5-1
- 土岐市駅周辺
  - （北口）土岐市泉岩畑町3丁目
  - （南口）土岐市泉町久尻572-3
- 根本駅周辺
  - 多治見市根本町3丁目
- 姫駅周辺
  - 多治見市姫町1丁目
- 瑞浪駅周辺
  - （北口）瑞浪市寺河戸町水の木
  - （南口）瑞浪市寺河戸町西本町
- バス停周辺
  - 多治見市坂上町7-8-5
- 土岐市役所
  - （土岐市役所 1階～4階）土岐市土岐津町土岐口2101
- 土岐市役所　駄知支所
  - 土岐市駄知町1341-3
- 多治見市民病院周辺
  - 多治見市前畑町2-43
- 多治見市福祉センター周辺
  - 多治見市太平町2-39-1
- 市之倉体育館周辺
  - 多治見市市之倉町7-213
- 多治見市勤労者センター周辺
  - 多治見市旭ヶ丘10-6
- 大原自動車学校周辺
  - 多治見市幸町7-29-1
- 泉西公民館
  - 土岐市泉が丘町1-176
- 笠原体育館周辺
  - 多治見市笠原町2072-5
- 瑞浪市中央公民館周辺
  - 瑞浪市土岐町7267-4
- 妻木公民館周辺
  - 土岐市妻木町1370-1
- 土岐市図書館周辺
  - （1階～3階）土岐市土岐津町土岐口2154-9
- 土岐津公民館周辺
  - 土岐市土岐津町土岐口2043-3
- 肥田公民館周辺
  - 土岐市肥田町肥田1741-1
- 中部国際自動車大学校周辺
  - 土岐市肥田浅野朝日町1-7
- コパン瑞浪周辺
  - 瑞浪市穂並1-118
- スーパー周辺
  - 多治見市上山町1-175
- コンビニ周辺
  - 多治見市音羽町2-28
  - 多治見市小泉町8-129
  - 多治見市根本町5-39-7
  - 多治見市平和町5-57-1
  - 多治見市美坂町5-33-1
  - 多治見市滝呂町12-185-1
  - 土岐市泉東窯町3丁目70-3
  - 土岐市下石町1607-1
  - 土岐市下石町西山304-135
  - 土岐市肥田町肥田西島2316-1
  - 瑞浪市稲津町小里1289-4
  - 瑞浪市上野町2-139
  - 瑞浪市陶町大川779-68
  - 瑞浪市寺河戸町水の木1164
  - 瑞浪市南小田町1-2
- モデル社瑞浪周辺
  - 瑞浪市穂並2-61
- 飲食店周辺
  - 瑞浪市南小田町1-13
- おりべネットワーク本社・土岐店
- 松坂町スポット
  - 多治見市松坂町3丁目22

## 自社制作番組
- おりべ情報局

- こちらシリーズ[9]
  - マイクマンのローカル観光社
  - 気になる一品
  - ＃麺が好き
  - 部活動
  - 仕事紹介

- おりべニュース
- 週刊おりべニュース
- ３市の風景
- 多治見市政番組～きらめき未来予想図～
- こどもひろば
- まるっとステージ
- ヘルシー料理大作戦
- やくも百景

◆ネット番組◆
（CCnet、ケーブルテレビ可児、アミックスコムなどネット）
- 大好き！グルメ街道（「おりべ情報局」番組内）

（ケーブルテレビ可児にてネット）
- 地元であそぼ!!～デコボコ体験隊～

## おりべアプリ
公式オリジナルアプリ「おりべアプリ」が配信中である。App Store、Google Playストアで無料ダウンロードできる。
- アプリ機能について

| 機能                 | おりべ契約者                       | おりべ未契約者          |
| -------------------- | ---------------------------------- | ----------------------- |
| 沿道 / 河川カメラ    | ⭕（1秒更新）※契約者の設定が必要。 | ⭕（15秒更新）          |
| おりべチャンネル動画 | ⭕※契約者の設定が必要。            | △（イントロ・一部番組） |
| 防災無線             | ⭕                                 | ⭕                      |
| お天気・防災情報     | ⭕                                 | ⭕                      |
| 安全安心メール       | ⭕                                 | ⭕                      |

## ケーブルテレビサービス
- 「ケーブルテレビ」参照
- 「おりべ光サービス テレビ」を参照

### テレビ局
| ch番号 | 放送局                      |
| ------ | --------------------------- |
| 1ch    | 東海テレビ                  |
| 2ch    | NHK Eテレ                   |
| 3ch    | NHK 総合                    |
| 4ch    | 中京テレビ                  |
| 5ch    | CBCテレビ                   |
| 6ch    | メ～テレ                    |
| 8ch    | ぎふチャン                  |
| 10ch   | テレビ愛知                  |
| 11ch   | QVC（111ch）                |
|        | 防災チャンネル（112ch）     |
| 12ch   | おりべ12ch                  |
|        | ショップチャンネル（122ch） |

#### 防災チャンネル
「防災チャンネル」では、多治見市・土岐市・瑞浪市に設置されている防犯カメラで道路状況・河川状況を確認することが可能。
震度4以上の地震や台風の発生時など地域への影響が見込まれる場合、放送画面が「赤色」に切り替わり、進路図や台風情報を表示する。データ放送では、リモコンの色ボタンに対応し、気象情報（青）、鉄道の運行情報（赤）、道路渋滞情報（緑）、水の水位情報（黄）が確認できる。その他、行政メール（地域設定に対応した各市の発信メール）の情報、防犯メール（岐阜県警察の安心・安全メール）が表示される。

### ラジオ局
FMラジオの再送信のみ。外部アンテナ端子が付いているFMラジオ・チューナー等に接続することにより聴取可能。なお、FM岐阜はエリア外であるため聴衆不可。
| MHz  | 放送局           |
| ---- | ---------------- |
| 76.3 | FM PiPi          |
| 77.5 | FM三重           |
| 79.1 | FM AiCHi         |
| 80.1 | NHK-FM（名古屋） |
| 84.8 | NHK-FM（岐阜）   |
| 81.5 | ZIP-FM           |

## インターネット接続サービス
- 「インターネットサービスプロバイダ」参照

当社・ひまわりネットワーク・三河湾ネットワーク・シーシーエヌが業務提携し、アイタイネットの名称でサービスを提供している。

## ケーブルプラス電話
- 「ケーブルプラス電話」参照

「おりべ光サービス 電話」を参照。